# Pancit Luglug
Pancit Luglug é uma sopa de massa da culinária das Filipinas, feita com um caldo ou molho de mariscos. É um “prato-irmão“ de Pancit Palabok and Pancit Malabon, que levam praticamente os mesmos ingredientes; as principais diferenças são na massa que é do tipo “bihon” no Palabok, enquanto que Malabon e Luglug usam a massa mais grossa, usada na laksa da Malásia; além disso, o Luglug leva mais molho, portanto pode considerar-se uma sopa, enquanto os outros são mais secos; ainda há algumas diferenças na guarnição, por exemplo no uso de lula, peixe fumado e tofu, mas essas diferenças podem ser devidas apenas a variantes regionais ou locais.
Malabon é um distrito ou subdivisão de Manila e o Pancit Malabon, um prato de massa cozinhada com mariscos e colorau (“annatto”) e guarnecido com diferentes mariscos, torresmos e fatias de ovos cozidos, é popular naquela região. O Pancit Luglug é preparado a partir dum cozido de camarão, mexilhão e lula; assim que os mariscos estão cozidos, separam-se do caldo e reservam-se; os camarões são descascados e as cascas e cabeças amassadas dentro dum pano, para lhes retirar o molho. À parte, salteia-se cebola e alho e junta-se carne e gordura de caranguejos, annatto e flocos de peixe fumado, adiciona-se maizena diluída no caldo de cozer os outros mariscos e leva-se ao lume até que a mistura fique espessa.
Mistura-se a massa a este molho, guarnece-se com os mariscos cozidos, torresmos, ovos cozidos e fatiados, cebolinho cortado e alho frito e serve-se, regado com sumo de limão.